# اگراهرا والاگرهالی
اگراهرا والاگرهالی (به انگلیسی: Agrahara Valagerehalli) یک روستا در هند است که در کارناتاکا واقع شده‌است.